# 2BR02B
2BR02B is een kort verhaal in het sciencefictiongenre van de Amerikaanse schrijver Kurt Vonnegut. Het verhaal verscheen voor het eerst in januari 1962 in het sciencefictiontijdschrift 'If' en werd opgenomen in de in 1999 gepubliceerde bundel 'Bagombo Snuff Box'.
De titel van het verhaal kan gelezen worden als 'to be or not to be', de bekende zegswijze uit William Shakespeares Hamlet, waarbij de '0' staat voor het Engelse telwoord 'naught', hier gelezen als 'not'. Het is tegelijkertijd het telefoonnummer dat een mens kan bellen als hij of zij toe is aan een zelfgekozen dood.
De wereld die Vonnegut in het verhaal oproept is in de ogen van de bewoners van die wereld een ideaal dat oogt als een utopie. Er is geen sprake van gevangenissen, gestichten, invaliden, armoede, oorlog, achterbuurten. Veroudering van de mens is voor een groot deel uitgebannen; men kan, afgezien van ongelukken,  een zeer hoge leeftijd bereiken. Daar staat tegenover dat het aantal wereldbewoners, althans voor de in het verhaal figurerende Verenigde Staten, stabiel moet worden gehouden op een aantal van 40 miljoen, met dien verstande dat tegenover elke geboorte ook een overlijdensgeval moet plaatsvinden. Het aantal geboorten is dan ook zeer beperkt.

## Samenvatting
Edward K. Wehling is een relatief jonge man van nog slechts 56 jaar. Hij bevindt zich in de wachtkamer van een kraamkliniek waar zijn vrouw de geboorte van een drieling verwacht. Zijn probleem is dat hij nog maar één persoon heeft gevonden die bereid is om plaats te maken voor de nieuwe borelingen: zijn grootvader van moederskant. De wachtkamer wordt op dat moment verder bevolkt door een zeer oude en nogal cynische schilder die bezig is met een muurschildering waarop artsen en verpleegsters worden uitgebeeld in een lusthof, onder wie de fameuze en nog altijd knappe 240 jaar oude Dr. Benjamin Hitz, het hoofd van de afdeling en de man die ooit de eerste gaskamer opende in Chicago. Dan arriveert Leora Duncan van het bureau voor 'Levensbeëindiging' om te poseren voor het schilderij en ook Dr. Hitz zelf doet zijn intrede in de wachtkamer met de mededeling dat Wehlings drieling zojuist is geboren.
De kersverse vader, geconfronteerd met het feit dat hij een keus zal moeten maken om zijn pasgeboren kinderen te redden, trekt een pistool en doodt Dr. Hitz, Leora Duncan en vervolgens zichzelf. Alleen de oude schilder blijft over. Hij komt van zijn ladder en denkt na over het leven. Even overweegt hij het pistool te gebruiken, maar uiteindelijk pakt hij de telefoon en draait het nummer 2BR02B. Het verhaal eindigt met de woorden: "Thank you, sir," said the hostess. "Your city thanks you; your country thanks you; your planet thanks you. But the deepest thanks of all is from future generations."